# Стройковская улица
Стройко́вская у́лица — улица в центре Москвы в Таганском районе между улицей Талалихина и Волгоградским проспектом.

## Происхождение названия
Возникла как Большая Угрешская улица. Здесь, видимо, существовало московское подворье подмосковного Николо-Угрешского монастыря (основан в 1380 году Дмитрием Донским при впадении реки Угреша в Москву-реку; находится в городе Дзержинский, близ Москвы). Малая Угрешская улица (до 1951 года — Сукино Болото) была застроена в 1970-х годах. До 1917 года здесь существовала и Большая Угрешская площадь.
Современное название получила в 1979 году в память о рабочем-большевике Арсении Стройкове (1890—1919). Ранее — с 1925 года — это название принадлежало упразднённому ныне переулку.

## Описание
Начинается от улицы Талалихина, проходит на юго-запад, слева к ней примыкают Иерусалимская и Качалинская улицы, справа — Моревский проезд, выходит в начале Волгоградского проспекта у площади Крестьянская Застава.

## Здания и сооружения
По нечётной стороне:
- № 5 — детский сад № 1828;
- № 21 — Дом моделей кожгалантерейных изделий;